# Cajah's Mountain
Cajah's Mountain é uma cidade  localizada no estado norte-americano de Carolina do Norte, no Condado de Caldwell.

## Demografia
Segundo o censo norte-americano de 2000, a sua população era de 2683 habitantes. 
Em 2006, foi estimada uma população de 2650, um decréscimo de 33 (-1.2%).

## Geografia
De acordo com o United States Census Bureau tem uma área de 
7,9 km², dos quais 7,9 km² cobertos por terra e 0,0 km² cobertos por água.

## Localidades na vizinhança
O diagrama seguinte representa as localidades num raio de 12 km ao redor de Cajah's Mountain. 